# Noël Foré

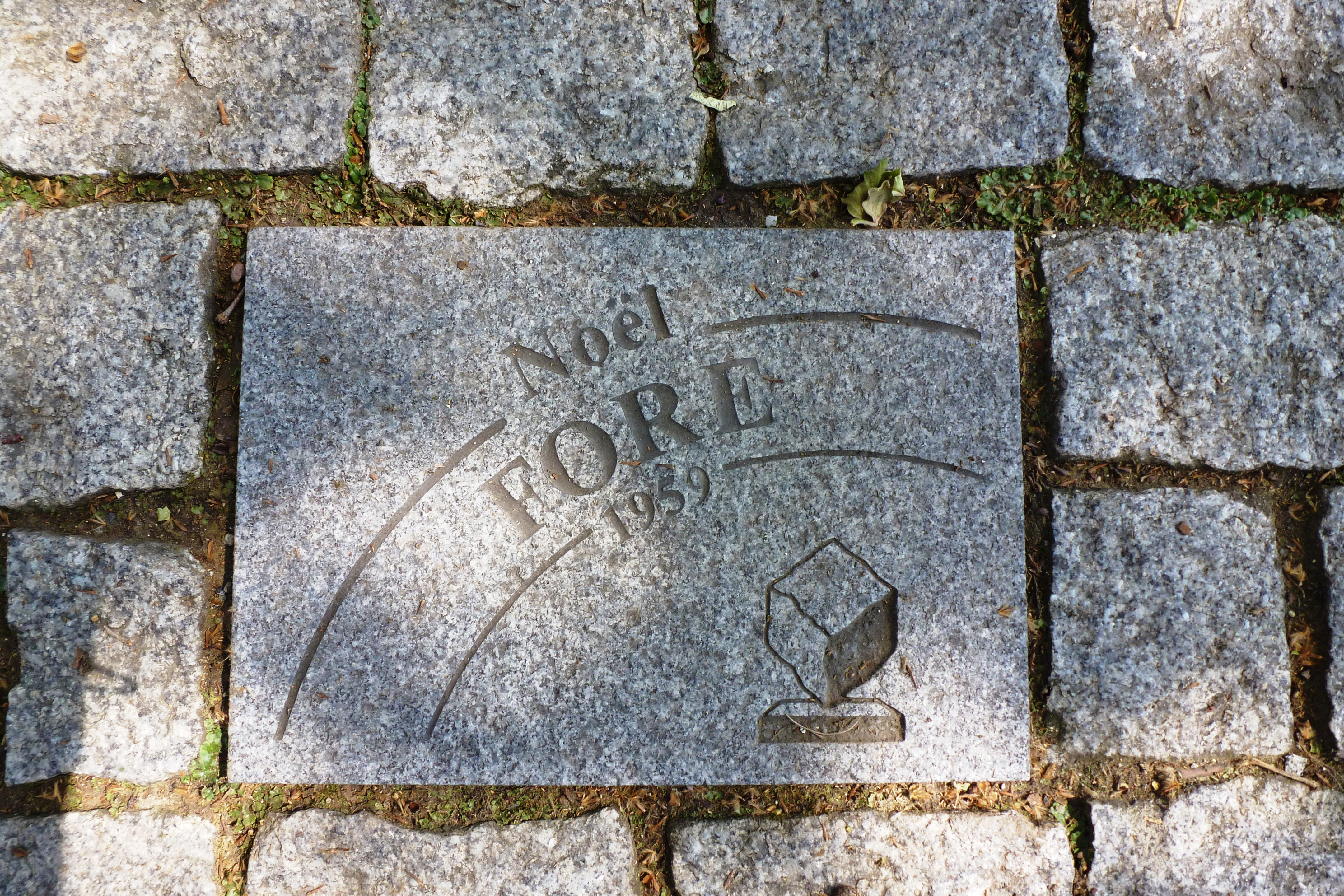
Noël Forés gatsten på Espace Charles Crupelandt i Roubaix.

Noël Foré, född den 23 december 1932 i Adegem, död den 16 februari 1994 i Gent, var en belgisk landsvägscyklist, professionell från 1956 till 1968, vars främsta meriter var segrarna i alla de stora "gatstensklassikerna": Flandern runt 1963, Paris–Roubaix 1959, Gent–Wevelgem 1958 och Harelbeke-Antwerpen-Harelbeke (senare kallad E3 Saxo Bank Classic) 1963 (och blev därmed den förste att göra detta). Han blev bronsmedaljör vid världsmästerskapen 1959. Foré deltog i Tour de France 1958 och 1963, Giro d'Italia 1965 och Vuelta a España 1960, men utgick vid alla fyra tillfällena.
På bana vann Foré Antwerpens sexdagars 1964 tillsammans med Fritz Pfenninger och Peter Post.

## Meriter

### Landsväg
| 1956 Vinnare av etapp 4a i Ronde van Nederland 1957 Vinnare totalt av Dwars door België 7:a i Bryssel–Ingooigem 1958 Vinnare av Gent–Wevelgem Vinnare totalt av Belgien runt Vinnare av etapp 1a 5:a i Omloop Het Volk 6:a i Omloop van Oost-Vlaanderen 8:a i Harelbeke–Antwerpen–Harelbeke 1959 Vinnare av Paris–Roubaix Vinnare av Bryssel–Ingooigem 2:a i Critérium des As 3:a i linjelopp vid Världsmästerskapen 3:a i Super Prestige Pernod 4:a i Omloop van de Fruitstreek 6:a i GP de Fourmies 10:a i La Flèche Wallonne 1960 Vinnare totalt av Pijl van de Sportwereld 2:a i GP de la Famenne 2:a i GP Flandria 4:a i Dwars door België | 1961 7:a i Grand Prix Jules Lowie 1962 Vinnare totalt av Belgien runt Vinnare av etapperna 2b, 5b och 9a i Paris–Nice 2:a i Paris–Bryssel 6:a i Liège–Bastogne–Liège 1963 Vinnare av Flandern runt Vinnare av Harelbeke–Antwerpen–Harelbeke Vinnare av Kuurne–Bryssel–Kuurne Vinnare av etapp 1 av Belgien runt 4:a i GP Union Dortmund 7:a i GP du Parisien 1964 3:a i GP du Tournaisis 9:a i Gent–Wevelgem 1965 2:a i Nationale Sluitingsprijs 3:a i Antwerpen–Ougrée 5:a i Circuit des Frontières 9:a i Paris–Roubaix | 1966 4:a i Bryssel–Meulebeke 6:a i Paris–Tours 9:a i Omloop Het Volk 1967 Vinnare av Rund um Köln Vinnare av Omloop van Oost-Vlaanderen Vinnare av Bryssel–Meulebeke 2:a i Flandern runt 3:a i Bordeaux–Paris 5:a i Flèche enghiennoise 6:a i Gent–Wevelgem 10:a i Grand Prix Cerami 1968 Vinnare av Bryssel–Meulebeke 3:a i GP du Tournaisis 4:a i Ronde van Limburg 5:a i Bordeaux–Paris 6:a i Paris–Tours |

### Bana
1964
Vinnare av Antwerpens sexdagars (med Fritz Pfenninger och Peter Post)